# Kobayashi Yuta
Yuta Kobayashi (sinh ngày 7 tháng 10 năm 1998) là một cầu thủ bóng đá người Nhật Bản.

## Sự nghiệp câu lạc bộ
Yuta Kobayashi đã từng chơi cho Thespakusatsu Gunma.